# Resolutie 1279 Veiligheidsraad Verenigde Naties
Resolutie 1279 van de Veiligheidsraad van de Verenigde Naties werd unaniem door de VN-Veiligheidsraad aangenomen op 30 november 1999.

## Achtergrond
In 1994 braken in de Democratische Republiek Congo etnische onlusten uit die onder meer werden veroorzaakt door de vluchtelingenstroom uit de buurlanden Rwanda en Burundi. In 1997 beëindigden rebellen de lange dictatuur van Mobutu en werd Kabila de nieuwe president. In 1998 escaleerde de burgeroorlog toen andere rebellen Kabila probeerden te verjagen. Zij zagen zich gesteund door Rwanda en Oeganda. Toen hij in 2001 omkwam bij een mislukte staatsgreep werd hij opgevolgd door zijn zoon. Onder buitenlandse druk werd afgesproken verkiezingen te houden die plaatsvonden in 2006 en gewonnen werden door Kabila. Intussen zijn nog steeds rebellen actief in het oosten van Congo en blijft de situatie er gespannen.

## Inhoud

### Waarnemingen
Het Staakt-het-Vuren-akkoord van Lusaka was de beste basis om het conflict in de Democratische Republiek Congo op te lossen. Men was bezorgd over vermeende schendingen van dat staakt-het-vuren en de humanitaire situatie in het land. Ook de mensenrechten werden veelvuldig met de voeten getreden.

### Handelingen
Alle partijen werden opgeroepen de vijandelijkheden te staken en het staakt-het-vuren-akkoord volledig uit
te voeren. Er moest een dialoog komen waar alle Congolezen aan konden deelnemen. De secretaris-generaal had een Speciale Vertegenwoordiger aangesteld om de VN-aanwezigheid in de subregio te leiden.
De met resolutie 1258 gestuurde verbindingsofficieren zagen hun mandaat nog verlengd tot 1 maart 2000. De door de Speciale Vertegenwoordiger geleide MONUC kreeg dan weer als taken contacten te leggen met alle partijen, veiligheidsinformatie verstrekken, de waarneming van het staakt-het-vuren
plannen en helpen met de hulpverlening aan vluchtelingen, kinderen en andere. In de toekomst zouden zo'n 500 militaire VN-waarnemers ingezet worden.

## Verwante resoluties
- Resolutie 1258 Veiligheidsraad Verenigde Naties
- Resolutie 1273 Veiligheidsraad Verenigde Naties
- Resolutie 1291 Veiligheidsraad Verenigde Naties (2000)
- Resolutie 1304 Veiligheidsraad Verenigde Naties (2000)

Lijst ·  1220 ·  1221 ·  1222 ·  1223 ·  1224 ·  1225 ·  1226 ·  1227 ·  1228 ·  1229 ·  1230 ·  1231 ·  1232 ·  1233 ·  1234 ·  1235 ·  1236 ·  1237 ·  1238 ·  1239 ·  1240 ·  1241 ·  1242 ·  1243 ·  1244 ·  1245 ·  1246 ·  1247 ·  1248 ·  1249 ·  1250 ·  1251 ·  1252 ·  1253 ·  1254 ·  1255 ·  1256 ·  1257 ·  1258 ·  1259 ·  1260 ·  1261 ·  1262 ·  1263 ·  1264 ·  1265 ·  1266 ·  1267 ·  1268 ·  1269 ·  1270 ·  1271 ·  1272 ·  1273 ·  1274 ·  1275 ·  1276 ·  1277 ·  1278 ·  1279 ·  1280 ·  1281 ·  1282 ·  1283 ·  1284